# Gömürdəhnə
Gömürdəhnə (hay còn gọi là Gümür Dəhnə, Dəhnə, Gömür-Dəhnə, Gyumyurdekhnya, và Gemir"-dagnya) là một làng đô thị thuộc vùng Quba của Azerbaijan.  Có dân số là 227 người.  Đô thị này bao gồm các làng Gömürdəhnə và Puçuq.